# 後戯
後戯（こうぎ）とは、性行為に絡む一連の行動の一つで、性交の後に行われる行為全般を指している。前戯は体に対する愛撫だが、後戯は精神的充足を得ることが出来る。

## 概要
前戯は性交に先立って行われる行為であるが、後戯は性交の後に行われる。この行動は、コミュニケーション手段の一つとして性交渉を行うヒトに特有の行動であると思われ、他の動物に於いては、これに類似する行動様式は聞かれない。ヒトと同様、性行為に社会的コミュニケーションの役割が大きいボノボですら、この行為は確認されていない。本項においては、主に人間の性交渉に関して述べる。
女性は快感からなかなか目覚めず、性行為の後も余韻に浸っていることが多い。本能的に備わっている感覚として、性行為後にすぐ動いてしまうことで、妊娠しにくくなるということがある。そのため、男性よりも余韻が覚めにくく、体も動かずにぼーっとしている傾向がある。
後戯は、前戯に比べて性的興奮を目的とした各種媒体（ビデオ・小説など）に描かれることが少ないため、意識して行われる事例は比較的少ないとされている。相思相愛の間柄では、無意識の愛撫によって、後戯に該当する行為が成されているものと見られ、それらは往々にして恋愛体験の一環にて語られている。その一方で、後戯が無いばかりに、性交渉に於いて気分を損ねるケースも見られるため、「行った方がいい」行動様式とされる。
特に性行為がマンネリ化して飽き飽きしていたり満足とほど遠い義務的な行為に終始している場合には、後戯をする事で性行為に続く日常生活にも好影響を与え、マンネリ傾向を打破する効果が期待できる。
後戯の中で抱擁、愛撫、キスなどとともに交わされる会話は、とくにピロートークという。

## 行為の意味
この行為は、主に性交渉によってどちらかが満足を得られなかった場合のフォローとして行われるものと、双方共に満足した上で、行為の余韻を楽しむために行われるもののいずれかである。前者の場合は、ペッティングやオーラルセックス等の前戯と同種の愛撫を行うものとされ、後者の場合は、抱擁などの性的刺激を含まない物が主とされる。
性交渉において最も嫌われる行為の一つに、自分だけがオーガズムに達したら、相手がどうだろうと、満足してさっさと寝てしまうことが挙げられる。特に相手が全く行為に満足していなかった場合には、このような態度は悲劇的な結果を招きかねない。
一般の性交渉に於いて、半数をやや超える女性がオーガズムを感じる前に、男性が射精に至ってしまうとする統計も存在する。特に男性が疲れている場合には、俗に二回戦や2ラウンド目などと呼ばれる射精後に続けて行われる性交渉がないため、女性が不満足に陥るケースも見られる。
女性に於ける満足・不満足の概念は、男性の射精に到るオーガズムのそれとは異なり、抱擁やスキンシップなどによって得られるケースもあり、女性にとっては必ずしもオーガズムが重要視されるわけではない。このため男性は、女性のオーガズムの有無だけを基準とせず、ある程度の意思の疎通を図った上で、どのような行動を取るべきかを考えた方がいいだろう。

## 行為
如何にして性的快感を得られるかは、人によってまちまちであるため、どのようにすべきか一概には言えない。このため、どのような後戯を行うかはパートナー間で話し合うことが重要となる。しかし交際経験の浅い場合には素直に相手に伝えることが難しい場合もあり、まずは自然体の自分で相手を思いやりながら余韻を楽しむのも一つの方法である。
前記の通り、後戯においては、相手の状態によって愛撫の種類を変える必要がある。満足感を得られているのに性器をいじくり回されたら、快感を与えるどころか不快感を煽る結果になりかねない。逆に、まだ充分に行為を続行する余力があるのに、ただ優しいだけの愛撫では、物足りなさを感じてしまう場合もある。
相手が満足したか否かを見分ける方法は様々述べられているが、最もわかりやすい方法は、相手が眠気や気力の低下を訴えているか否かを見分けることとされる。一般的に、オーガズムの後は一定の倦怠感や眠気を催すものであり、時には抗しがたい眠気を感じることもある。この眠気は、ホルモンの分泌によるものとされ、30分程度の軽い睡眠で充分に目が覚めるものである。このため、相手をよく観察して、そのような兆候の有無を判断して使い分けるべきだろう。

### 双方が満足している場合の後戯
お互いに疲れて気が抜けている状態にあるわけだが、スキンシップを行うことで、幸福感がより増すことが知られている。これは脳内分泌における満足感や幸福感を司る脳内物質セロトニンが、スキンシップなどにより、より良く働くためとも言われている。脱力状態で安心感や幸福感を得ることで、より性交後の日常生活に張りが生まれるとも考えられる。この行為においては、以下のようなパターンが挙げられるが、最も効果的なやり方は人によって異なるため、普段から相手がどのような種類のスキンシップが好きかを把握しておくのがよいと思われる。
- 軽い抱擁
- キスをする
  - 唇に限らず、肩や頬・耳・腕・手・手足の指・胸元・首筋・背中・脇腹・尻など、いわゆる性器以外の性感帯へのもの
- 髪に触れる・顔に触れるなどの性的意味合いを含まないタッチ
- 腕枕や重なり合って寝るなどの、手以外による触れ合い

などをしつこ過ぎない程度に（あまりくどいと、反って煩わしいと取られることもある）。
または少し休んでから一緒に、食事を楽しんだり、入浴したり、または寝たままおしゃべりしたり（ピロートークと呼ばれる）といった、日常生活の延長にある行動をすることも、後戯に含むことがある。これらは一緒に共同でやることが前提だが、相手に気を使って、率先して準備した上で、これら行為になだれ込むと受けがよいと言われている。

### どちらかが満足していない場合の後戯
行為の内容は前戯に準ずるが、性的な愛撫を続行しても構わないとされる。その一方で、不満足な側が一方的に相手を愛撫し、満足を得ようとするケースもある。その場合は相手の気分を害してしまわないように、一回戦目以上に丁寧に愛撫を行ったり、相手が疲れないように緩やかない流れでハグやフレンチキスやソフトタッチなどの強引でないスキンシップをしながら回復を待ったりすることで、最初の勢いでは無理と思われた二回戦に突入できる可能性が高まる。
どうしても先に満足してしまった側の回復が見られない場合は、満足できていない側が少しだけ我慢して、双方の意見交換をし改善策を立てて次回に持ち越すことも勧められる。時間的余裕がある場合は、入浴や食事などで長めの休憩を入れた後に二回戦をすることで、充分な満足を得られる場合もある。